# 페란테와 타이셔

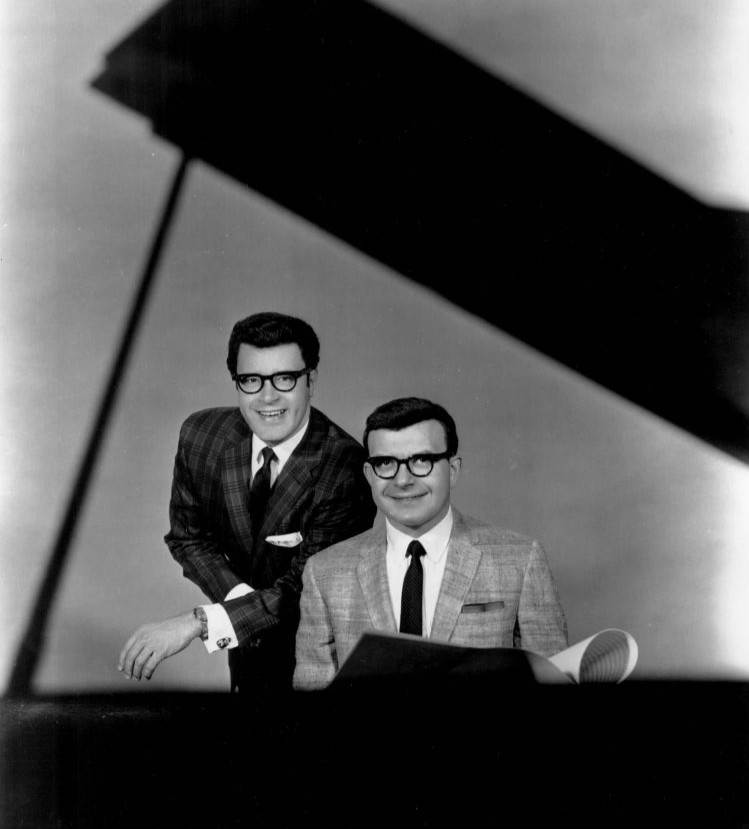
1969년 사진

페란테와 타이셔(Ferrante & Teicher)는 독특한 2중주로 유명한 미국의 피아니스트들이다. 아서 페란테(Arthur Ferrante)는 뉴욕 태생이며, 루이스 타이셔(Rouis Teicher)는 펜실베이니아주 태생이다.
두 사람은 6세 때 입학한 줄리아드 음악원에서 알게 되어 친교를 맺었다. 졸업 후 한동안은 콘서트 피아니스트로 있었으나 음악원에 돌아와 교편을 잡고 1947년까지 후진 양성에 힘썼다. 그 후 2중주로 미국 각지를 비롯하여 캐나다 등으로 순회공연, 클래식과 파퓰러곡에 의한 프로그램으로 크게 호평을 받았다.   1950년대의 시초에 두 사람은 피아노의 현에 나무 조각이나 고무를 대어 북 등의 야릇한 음빛깔을 내는 시도에 성공, 이것이 사운드 플룹이라 불려 화제가 되었으며 그 후 줄곧 이 연주를 들려주었다.   또한 1960년에는 영화 <아파트의 열쇠를 빌려줍니다>의 주제곡 레코드가 밀리언 히트로 선풍을 일으키기도 하였다. 이 밖에 <영광에의 탈출>, <안녕을 다시 한 번>, <아라비아의 로렌스> 등 일련의 영화 주제곡에서 히트를 내고 있다.